# Thijs van Leer
Thijs van Leer (Amsterdã, 31 de março de 1948) é um músico e cantor holandês, mais conhecido por ser integrante da banda de rock progressivo Focus.

## Vida
Thijs também lançou vários álbuns solo nos estilos de música erudita e jazz. Seus principais instrumentos são a flauta e diferentes tipos de órgãos. Também é famoso por seu estilo original de canto, exemplificado pela técnica de yodel.
Thijs van Leer recebeu sua primeira flauta aos onze anos de idade, de seu pai flautista. Estudou História da Arte na Universidade de Amsterdã. Começou então a estudar flauta e composição no Conservatório de Amsterdã. Recebeu a graduação de flautista pelo Conservatório de Geneva. Também estudou piano, orquestração (com Rogier van Otterloo) e órgão (com Anthon van der Horst).
Enquanto ainda no colégio, van Leeer liderou uma banda de jazz no piano. Posteriormente tocou flauta e cantou para  o grupo Ramses Shaffy. Em 1969 ele se reuniu com o baixista Martin Dresden e o baterista Hans Cleuver para formar um trio que faria covers de Traffic. Posteriormente se reuniu com o guitarrista Jan Akkerman, o baterista Pierre van der Linden e o baixista Cyril Havermans, formando o Focus. Lançaram vários álbuns durante os anos 70.
Van Leer permaneceu no Focus durante várias mudanças de formação, e em 1977 já era o único membro da formação original no grupo. O Focus acabou se dissolvendo em 1978. Em 1985, Van Leer se reuniu com Jan Akkerman para reformular o Focus. Em 2001, reuniram-se novamente, desta vez Van Leer com músicos que estavam prestes a criar uma banda de tributo ao Focus. Estão em ativa. A última vez que vieram ao Brasil foi em março de 2012, mas já fizeram várias turnês por aqui.

## Discografia

### FOCUS
- In and Out of Focus (Gennaio 1971)
- Moving Waves (Ottobre 1971)
- Focus III (Novembre 1972)
- Focus at the Rainbow (Ottobre 1973)
- Hamburger Concerto (Maggio 1974)
- Mother Focus (Ottobre 1975)
- Ship of Memories (Settembre 1977)
- Focus con Proby (Gennaio 1978)
- Focus (Agosto 1985)
- Focus 8 (Gennaio 2003)
- Live at the BBC (Maggio 2004)
- Focus 9 (2006)
- Focus X (2012)

### THIJS VAN LEER
- Into The Electric Castle (1998)